# San Ramón, Chilón
San Ramón är en ort i Mexiko.   Den ligger i kommunen Chilón och delstaten Chiapas, i den sydöstra delen av landet, 800 km öster om huvudstaden Mexico City. San Ramón ligger 1 064 meter över havet och antalet invånare är 184.
Terrängen runt San Ramón är kuperad åt sydost, men åt nordväst är den bergig. Runt San Ramón är det ganska tätbefolkat, med 54 invånare per kvadratkilometer. Närmaste större samhälle är Yajalón, 7,2 km norr om San Ramón. I omgivningarna runt San Ramón växer i huvudsak städsegrön lövskog.